# تنظيم حراس الدين
تنظيم حراس الدين هو تنظيم سلفي جهادي مسلَّح أُعلن عن تأسيسه في 27 فبراير 2018 ويُعتبر أحدث فروع تنظيم القاعدة في الشرق الأوسط عمومًا وفي بلاد الشام خصوصًا، خلفًا للفرع السابق للقاعدة في سوريا المتمثل في جبهة النصرة. تمَّ تعيين أبي همام الشامي أميرا (قائدا) للتنظيم وأبي القسام الأردني قائدا عسكريا قبل مقتله في يونيو 2020، كان كلاهما عضوين سابقين في تنظيم هيئة تحرير الشام الذي كان يُسمَّى جبهة النصرة سابقًا وهو فرع تنظيم القاعدة في سوريا بين عامي 2012 و2016. وسبق ذلك مغادرة أياد طوباسي المُلقب بـ «أبي جليبيب طوباس» وأبي خديجة الأردني، أعضاء مجلس شورى حراس الدين، جبهة فتح الشام في عام 2016 بسبب ما تردد عن فك ارتباطها عن القاعدة. كما اعتقل طوباس وأبو محمود الشامي من قِبل تحرير الشام في نوفمبر 2017، في محاولة لدرء تشكيل جماعة تابعة لتنظيم القاعدة في سوريا. وفي 28 يناير 2025، وبعد سقوط نظام الأسد أعلن التنظيم عن حل نفسه.، وفي إعلانه إقرار بالحكومة الجديدة برئاسة أحمد بن حسين الشرع.

## خبرة التنظيم
يشكّل المقاتلون المتمرّسون في تنظيم حراس الدين مصدراً إضافياً لقوته. فإلى جانب قدامى المحاربين الذين شاركوا في الحروب في أفغانستان والعراق، يستقطب حراس الدين الآن مقاتلين منتمين إلى تنظيم الدولة الإسلامية من إدلب ودير الزور. ويتمتّع هؤلاء المجنّدون بمهارات كبيرة في الحرب، وعلى الأرجح في جمع المعلومات الاستخبارية. وقد ساهمت تجارب التنظيم في أفغانستان، في تعزيز روابطه مع قيادة القاعدة المركزية، فضلاً عن شبكة من الولاءات والعلاقات الشخصية ضمن أقسام أخرى من التنظيم. كذلك ساهم قاسم مشترك آخر، والمقصود بذلك التجارب المشتركة في إيران،(1) في بناء شبكة من الروابط بين قادة تنظيم حراس الدين وقيادة القاعدة المركزية، ولاسيما نجمها الصاعد، حمزة بن لادن، نجل أسامة بن لادن والوريث المحتمل للظواهري.

## المؤسسة الإعلامية
المؤسسة الإعلامية الناطقة باسم التنظيم هي مؤسسة شام الرباط للإنتاج الإعلامي و التي أطلق من خلالها أول بيان له في 26 أبريل 2018.

## البنية التنظيمية
تكوَّن تنظيم حراس الدين من قيادات وشخصيات جهادية مرتبطة بالقاعدة والتي رفضت فكَّ ارتباط جبهة النصرة بتنظيم القاعدة. وقدَّرت منظمة الأمم المتحدة عدد أفراد التنظيم سنة 2020 بين 3500 و5000 مقاتل ينشطون في إدلب والمناطق المحيطة بها ومنهم 60% إلى 70% من المقاتلين الأجانب (يُطلقون عليهم اسم المهاجرين).

### البيعات
بايع التنظيم عدة فصائل وجماعات مسلحة (حوالي 32 فصيل)، انشق معظمها عن هيئة تحرير الشام فأصبحت جزءًا من تنظيم حراس الدين وتحت قيادته ومنها:
- جيش الملاحم.[28]
- جيش البادية.[29]
- جيش الساحل.[30]
- سرية كابل.[31]
- سرايا الساحل.[31]
- جند الشريعة.[31]
- كتيبة أبو بكر الصديق.[31]
- كتيبة عبيدة بن الجراح.[31]
- سرية عبد الرحمن بن عوف.[31]
- كتيبة البتار.[31]
- كتائب جند الشام.[32]
- كتائب فرسان الإيمان.[32]
- قوات النخبة.[32]
- سرايا الغوطة.[32]
- سرايا الغرباء.[32]
- مجموعة عبد الله عزام.[32]
- كتيبة أسود التوحيد.[32]

### الأمراء والقادة

#### لجنة حطِّين (مجلس الشورى القيادي)
هي لجنة إقليمية خاصة شكّلها تنظيم القاعدة للإشراف على عمل فروعها في بلاد الشام:
- «محمد صلاح زيدان» المُلقب بـ سيف العدل (الرئيس العام لإدارة اللَّجنة).[33]
- «محمد أباطاي» المُلقب بـ عبد الرحمن المغربي (رئيس مكتب الاتصالات الخارجية).[34]

#### الأمراء العامون
- «فاروق السوري» المُلقب بـ أبو همام الشامي (قائد التنظيم).[35][36]
- «خالد العاروري» المُلقب بـ أبو القسام الأردني (قائد عسكري عام. قُتل في يونيو 2020).[37][36]
- «سامي العريدي» المُلقب بـ أبو محمود الشامي (مسؤول شرعي عام).[38]

#### مجلس الشورى
- «إياد طوباس» المُلقب بـ أبو جليبيب طوباس (عضو مجلس الشورى. قُتل في ديسمبر 2018).[39][40]
- «بلال خريسات» المُلقب بـ أبو خديجة الأردني (عضو مجلس الشورى. قُتل في ديسمبر 2019).[20][36]
- أبو محمد السوداني (قُتل في أكتوبر 2020 بغارة جوية أمريكية في بلدة عرب سعيد غربي مدينة إدلب).[41][42]
- أبو عبد الرحمن المكي (عضو مجلس الشورى. كان مُعتقلاً لمدة سنتين عند هيئة تحرير الشام وأُفرج عنه في أبريل 2022، قُتل يوم الجمعة 19 صفر 1446 هـ - 23 أغسطس 2024 م).[43][44][45]
- أبو عبد الكريم المصري (عضو مجلس الشورى).[46]
- فرج أحمد النعنع (عضو مجلس الشورى).[47]

#### أعضاء وشخصيات بارزة أخرى
في ما يلي أسماء أشخاص عُرفوا بولائهم للتنظيم:
- أبو أسامة الشوكاني (قائد مركز دعاة التوحيد الدعوي التابع للتنظيم).[48][49]
- أبو هريرة الشامي.[50]
- أبو البراء المهاجر/التونسي.[50]
- أبو عدنان الحمصي/الشامي (قائد دعم لوجستي. قُتل في يونيو 2020).[51]
- أبو محمد الشامي.[50]
- قسورة الشامي.[50]
- فضل الله الليبي (أمير جيش الساحل).[52]
- عمر ديابي (أمير فرقة الغرباء).
- أبو حمزة اليمني (قُتل في يونيو 2022 بطائرة مسيرة).[53]
- أبو عبيدة العراقي (قُتل في فبراير 2023 بطائرة مسيرة).[54]
- أبو دجانة التونسي.[49]
- أبو يحيى الجزائري.[49]
- أبو يوسف المغربي.[55]
- أبو ذر المصري.[49]
- أبو عمر التونسي.[49]

## هامش
- 1 التجارب المشتركة في إيران: كان الطوباسي والعاروري مسجونَين في إيران، إلى جانب قياديين في القاعدة؛ حمزة بن لادن ومحمد صلاح الدين زيدان (سيف العدل). وقد جرى الإفراج عنهم جميعاً في صفقة تبادل غامضة في العام 2015 بين إيران والقاعدة.[56]

## وصلات خارجية
- horas_alden على تويتر. (بالعربية)